# Die Nacht ist vorgedrungen
Die Nacht ist vorgedrungen ist ein von Jochen Klepper (1903–1942) geschaffenes Gedicht, das von Johannes Petzold vertont als Adventslied Eingang in zahlreiche Gesangbücher gefunden hat.

## Inhalt

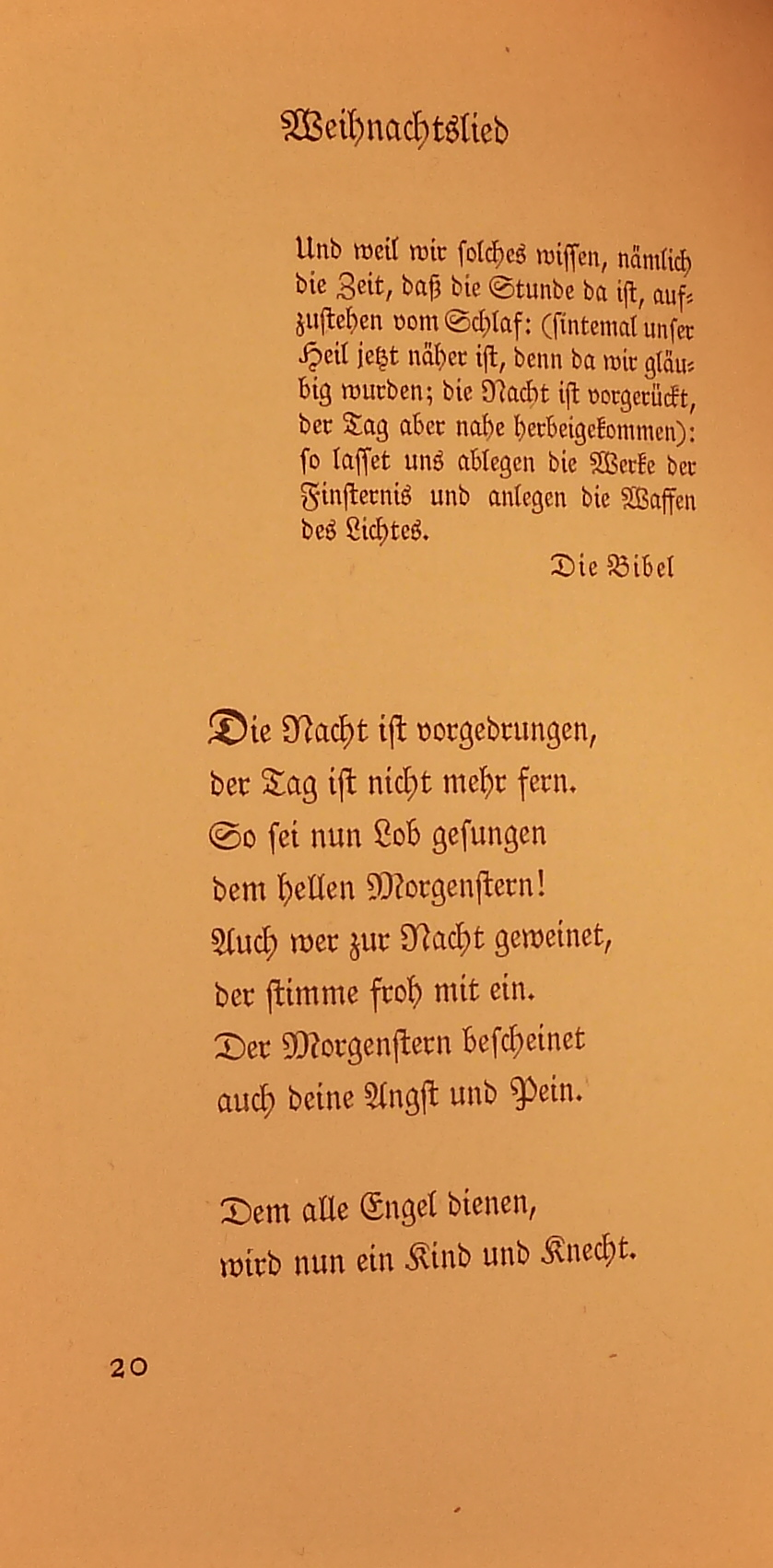
Textbeginn in der Erstausgabe von 1938

Das am 18. Dezember 1937 entstandene Gedicht erschien 1938 in dem Band Kyrie. Geistliche Lieder. unter dem Titel Weihnachtslied. Klepper schickte ihm programmatisch den Bibelvers voraus:

„Und das tut, weil ihr die Zeit erkennt, nämlich dass die Stunde da ist, aufzustehen vom Schlaf, denn unser Heil ist jetzt näher als zu der Zeit, da wir gläubig wurden. Die Nacht ist vorgerückt, der Tag aber nahe herbeigekommen. So lasst uns ablegen die Werke der Finsternis und anlegen die Waffen des Lichts. (Röm 13,11–12 )“

Dieser Vers ist Teil der altkirchlichen Epistel des 1. Adventssonntags (heute: OGTL II bzw. Lesejahr A).
Der Text ist reich an biblischen Anspielungen, den „Morgenstern“ (Offb 22,16 ), „zur Nacht geweinet“ (Ps 30,6 ), „alle Engel dienen“ (Hebr 1,6 ), „von Gottes Angesicht kommende Rettung“ (Apg 3,20 ), „Gott will im Dunkel wohnen“ (1 Kön 8,12 ), „wer dem Sohn vertraut, kommt aus dem Gericht“ (Joh 5,24 ), wie auch an zahlreichen Zitaten aus der Gesangbuchtradition, „Angst und Pein“ (Herr Jesu deine Angst und Pein), „dem alle Engel dienen“ (Dies ist die Nacht, da mir erschienen), „lässt den Sünder nicht“ (Ist Gott für mich, so trete gleich alles wider mich).
Das Lied charakterisiert seine Zeit als eine in nächtlichem Dunkel befindliche, der wohl der anbrechende Tag folgt, welcher auch durch den dreifach erwähnten Morgenstern gekennzeichnet wird und zu dessen Lobgesang Strophe 1 aufruft. Gleichwohl bleibt der Ton gemessen. „Angst und Pein“ werden „beschienen“, nicht beseitigt, und von einer Sonne oder gar „Freudensonn“ ist nicht die Rede.
Die Strophen 2 und 3 kündigen das Weihnachtsgeschehen an, das Erscheinen des menschgewordenen Gottes als „Kind und Knecht“ und verweisen auf den „Stall“ der weihnachtlichen Tradition.
Strophe 4 greift das Motiv des wandernden Sterns von Betlehem auf, der den Weg heraus aus dem Dunkel weist (Mt 2,9 ). Gleichwohl beschreibt die abschließende Strophe 5 dieses Dunkel, mit Bezug auf König Salomos Aussage bei der Einweihung des Tempels (1. Könige 8,12 ) als Wohnort, den Gott erwählt hat. Doch erhellt Gottes Gegenwart unweigerlich jede Dunkelheit – auch diejenige der Menschheit, in der er aus freien Stücken Wohnung nimmt.

Klepper notierte kurz vor der Entstehung seines Gedichts hinsichtlich diskriminierender Behinderungen seiner Publikationen seitens der Reichsschrifttumskammer wegen der jüdischen Herkunft seiner Ehefrau: 

„Es geschieht Hannis wegen. Ich glaube nicht an Aktionen. Gott will im Dunkel wohnen, und das Dunkel kann nur durchstoßen werden durchs Gebet.“

## Gesangbücher und andere Melodien
Das Lied findet sich im Evangelischen Gesangbuch (EG 16), im Gotteslob (GL 220; GLalt 111), im Mennonitischen Gesangbuch (MG 249), im Gesangbuch der Evangelisch-reformierten Kirchen der deutschsprachigen Schweiz (RG 372), im Katholischen Gesangbuch der deutschsprachigen Schweiz (KG 310), im Gesangbuch Feiern & Loben (FL 190), im adventistischen Gesangbuch (Wir loben Gott) (WlG 121), im Gesangbuch der Evangelisch-methodistischen Kirche (EM 154) und im Ev.-Lutherischen Kirchengesangbuch² der SELK (ELKG² 322). Im neuen Gesangbuch der Neuapostolischen Kirche Nr. 6. Das Lied wurde von Miroslav Heryán auf Tschechisch übersetzt, seit 1979 als „Noc ke konci se kloní“ im Evangelischen Gesangbuch der böhmischen Brüder (EK 277) veröffentlicht und in der Evangelischen Kirche der Böhmischen Brüder gesungen. Neben der oben erwähnten Melodie von Johannes Petzold ist das Lied auf Grund des gängigen Versmaßes auch auf andere Melodien singbar. Dazu gehören unter anderem Valet will ich dir geben, O Haupt voll Blut und Wunden oder Wie soll ich dich empfangen.